# Renato Jenček
Renato Jenček, slovenski gledališki in filmski igralec, * 4. september 1963, Kranj.

## Življenjepis
Šolal se je v Postojni, kasneje se je vpisal na AGRFT in leta 1988 diplomiral z vlogo Cucuruca v uprizoritvi gledališke predstave Zasledovanje in usmrtitev Jeana Paula Marata. Je član igralskega ansambla SLG Celje.  
Spremljali smo ga lahko v slovenski nadaljevanki Reka ljubezni v vlogi Franca. Prej pa se je pojavil tudi v slovenskih serijah Naša mala klinika, Brat bratu, Čista desetka in Usodno vino in igral v filmih Predmestje, Lajf, Kandidatka in šofer, Vsaj en dan resnice, Vaja zbora in Inferno.

### Zasebno
Je poročen in oče štirih hčera. Že leta ustvarja in živi v Celju. 

## Nagrade
- (2011) Večerova nagrada
- (2011) Severjeva nagrada
- (2008) Stopov igralec leta na 11. festivalu slovenskega filma za vlogo Očeta v filmu Lajf
- (2008) Srebrni grb mesta Celje za igralske dosežke v preteklih sezonah
- (2000) Nagrada Združenja dramskih ustvarjalcev Slovenije
- (1993) študentska Prešernova nagrada za vlogo v predstavi Namišljeni bolnik